# Ласанс, Тодд
Тодд Ласа́нс (англ. Todd Lasance; полное имя англ. Todd James Lasance; род. 18 февраля 1985, Ньюкасл, Австралия) — австралийский актёр, наиболее известный по ролям в телесериалах «Домой и в путь», «Адвокаты» и «Спартак: Война проклятых».

## Биография
Тодд Ласанс сын Роберта и Яны Ласанс и имеет старшего брата Чада. Он и его семья жили в городе Медоуи (англ. Medowie) в Новом Южном Уэльсе и переехали в соседний город Ньюкасл в 2002 году. Ласанс посещал христианский колледж Святого Филиппа, где учился актёрскому искусству в рамках школьных занятий. В декабре 2008 года в Сиднее он прошёл актёрские курсы.
Свою актёрскую карьеру Ласанс начал в Сиднее, где делил квартиру с другим актёром сериала «Дома и в пути» Марком Фурзом. В 2006 году Тодд Ласанс дебютировал на телевидении, снявшись в двух эпизодах австралийском сериале «Большая волна». В 2007 году Ласанс получил одну из главных ролей в телесериале «Домой и в путь», которая принесла ему первый успех. В мае 2009 года Ласанс стал лауреатом премии Logie Award как самый популярный актёр. В декабре 2009 года Ласанс заявил, что больше не будет принимать участие в съёмках сериала «Домой и в путь» и решил продолжить свою актёрскую карьеру в Америке.
В 2008 году Ласанс снялся в небольшой роли в американском фильме «Золото дураков». В марте 2010 года газета Sydney Morning Herald сообщила, что Ласанс примет участие в съёмках небольшого мини-сериала «Улица облаков» по роману Тима Уинтона с тем же названием, написанного 1991 году. В телесериале показана жизнь двух рабочих австралийских семей, которые проживают на улице Cloudstreet, которая и дала название роману и фильму. Съёмки проходили в городе Перт в западной Австралии. Сериал вызвал положительные отзывы критиков.
В сентябре 2010 года Ласанс снялся в восьми эпизодах третьего сезона сериала «Спецотдел по спасению», где сыграл роль Кэма Джексона. В январе 2011 года Ласанс принял участие в съёмках телесериала «Адвокаты» на ABC1, где сыграл молодого адвоката Бена Макмахона. Премьера фильма состоялась 11 марта 2012 года и вызвала смешанные отзывы критиков. В марте 2012 года стало известно, что Ласанс принял участие в отборе актёров на участие в четвёртом сезоне американского исторического телесериала «Спартак: Война проклятых», в котором сыграл роль молодого Юлия Цезаря. Сериал вышел 25 января 2013 года на телеканале Starz.

## Проблемы с законом
10 августа 2008 года Toyota Supra под управлением Тодда Ласанса столкнулась с Honda Civic под управлением пожилой женщины. Ласанс и его пассажир получили легкие травмы, женщина же была доставлена в больницу в тяжелом состоянии, однако осталась жива. 12 декабря 2009 года Ласанс был арестован в ночном клубе за хранение кокаина, за что получил 12 месяцев условного заключения.

## Фильмография
| Год       |    | Русское название                          | Оригинальное название                         | Роль                       |
| --------- | -- | ----------------------------------------- | --------------------------------------------- | -------------------------- |
| 2006      | с  | Большая волна                             | Blue Water High                               | Крис                       |
| 2007      | с  | Дочери Маклеода                           | McLeod’s Daughters                            | Брэд                       |
| 2007      | тф | Блэкджек: Призраки                        | BlackJack: Ghosts                             | Стивен Халс                |
| 2007—2010 | с  | Домой и в путь                            | Home and Away                                 | Аден Джеффрис              |
| 2008      | ф  | Золото дураков                            | Fool’s Gold                                   | второй парень из братства  |
| 2011      | тф | Скажи им, что Люцифер был здесь           | Underbelly Files: Tell Them Lucifer was Here  | детектив-сержант Дин Томас |
| 2011      | с  | Улица облаков                             | Cloudstreet                                   | Квик Лэмб                  |
| 2011      | с  | Спецотдел по спасению                     | Rescue Special Ops                            | Кэм Джексон                |
| 2011      | с  | Адвокаты                                  | Crownies                                      | Бен Макмехон               |
| 2012      | тф | Невероятное мошенничество монетного двора | The Great Mint Swindle                        | Питер Микелберг            |
| 2012      | с  | Байкеры: Братья по оружию                 | Bikie Wars: Brothers in Arms                  | Киддо                      |
| 2013      | с  | Спартак: Война проклятых                  | Spartacus: War of the Damned                  | Гай Юлий Цезарь            |
| 2014      | с  | Девушки из Анзак                          | Anzac Girls                                   | Сидни «Сид» Кук            |
| 2015      | ф  | Вокзал                                    | Terminus                                      | Зак Аронсон                |
| 2015      | тф | Как убить свою жену                       | How to Murder Your Wife                       | Марк Эверитт               |
| 2015—2016 | с  | Дневники вампира                          | The Vampire Diaries                           | Джулиан                    |
| 2016      | с  | Флэш                                      | The Flash                                     | Эдвард Клэрисс / Конкурент |
| 2017      | с  | Джанет Кинг                               | Janet King                                    | Бен Макмехон               |
| 2018      | с  | —                                         | Underbelly Files: Chopper                     | Сид Коллинз                |
| 2018      | с  | —                                         | Olivia Newton-John: Hopelessly Devoted to You | Ли Креймер                 |
| 2018      | с  | Покусанные                                | Bite Club                                     | Дэн Купер                  |
| 2019      | ф  | Вечеринка по случаю развода               | The Divorce Party                             | Чед                        |
| 2021      | тф | —                                         | Kidnapped                                     | Брэд                       |